# Hang Sa Khao
Hang Sa Khao, thường gọi là hang Nà Kháo, là hang núi ở bản Nà Kháo xã Phú Thượng huyện Võ Nhai tỉnh Thái Nguyên, Việt Nam.
Hang Sa Khao thuộc dạng karst trong núi đá vôi. Hang được Bộ Văn hóa, Thể thao và Du lịch xếp hạng là di tích thắng cảnh và di tích lịch sử cấp quốc gia tại Quyết định số 4504/QĐ-BVHTTDL ngày 22 tháng 12 năm 2010.

## Vị trí
Hang Sa Khao nằm trong dãy núi đá vôi ở phần tây bắc xã Phú Thượng, cách thị trấn Đình Cả khoảng 2 km theo quốc lộ 1B.
Diện tích phần miệng hang rộng khoảng hơn 500 m², chiều dài của hang chưa xác định do chưa có ai đi đến được tận cùng của hang .
Theo quốc lộ 1B hướng đông bắc cỡ 3,5 km là quần thể hang Phượng Hoàng - suối Mỏ Gà.21°46′40″B 106°07′08″Đ / 21,777646°B 106,118805°Đ